# Plagiostenopterina trivittata
Plagiostenopterina trivittata är en tvåvingeart som först beskrevs av Walker 1849.  Plagiostenopterina trivittata ingår i släktet Plagiostenopterina och familjen bredmunsflugor. Inga underarter finns listade i Catalogue of Life.